# Ариспе (муниципалитет)
Ариспе (исп. Arizpe) — муниципалитет в Мексике, штат Сонора, с административным центром в одноимённом городке. Численность населения, по данным переписи 2020 года, составила 2788 человек.

## Общие сведения
Название Arizpe с языка индейцев опата можно перевести как — место свирепых красных муравьёв.
Площадь муниципалитета равна 3072 км², что составляет 1,7 % от площади штата, а наиболее высоко расположенное поселение Ла-Бельота, находится на высоте 1314 метров.
Он граничит с другими муниципалитетами Соноры: на севере с Кананеа, на северо-востоке с Бакоачи, на востоке с Накосари-де-Гарсией, на юге с Кумпасом и Банамичи, на западе с Оподепе, Кукурпе и Имурисом.

## Учреждение и состав
Муниципалитет был образован в 1825 году, по данным 2020 года в его состав входит 62 населённых пункта, самые крупные из которых:
| Код INEGI                  | Населённый пункт                                                               | Численность населения (2005 год) | Численность населения (2010 год) | Численность населения (2020 год) |
| -------------------------- | ------------------------------------------------------------------------------ | -------------------------------- | -------------------------------- | -------------------------------- |
| 006                        | Всего                                                                          | 2959                             | 3037                             | 2788                             |
| 0001                       | Ариспе (исп. Arizpe) 30°20′10″ с. ш. 110°10′01″ з. д. (административный центр) | 1625                             | 1718                             | 1666                             |
| 0084                       | Синокипе (исп. Sinoquipe) 30°09′17″ с. ш. 110°14′42″ з. д.                     | 383                              | 379                              | 390                              |
| 0007                       | Баканучи (исп. Bacanuchi) 30°36′21″ с. ш. 110°14′08″ з. д.                     | 182                              | 206                              | 183                              |
| 0029                       | Чинапа (исп. Chinapa) 30°26′14″ с. ш. 110°02′05″ з. д.                         | 146                              | 180                              | 139                              |
| 0086                       | Тауичопа (исп. Tahuichopa) 30°22′27″ с. ш. 110°09′38″ з. д.                    | 110                              | 97                               | 80                               |
| 0009                       | Бамори (исп. Bamori) 30°17′40″ с. ш. 110°11′25″ з. д.                          | 95                               | 97                               | 76                               |
| 0015                       | Буэнависта (исп. Buenavista) 30°23′44″ с. ш. 110°03′35″ з. д.                  | 101                              | 104                              | 62                               |
| —                          | Прочие                                                                         | 317                              | 256                              | 192                              |
| Названия на карте Генштаба |                                                                                |                                  |                                  |                                  |

## Экономическая деятельность
По статистическим данным 2000 года, работоспособное население занято по секторам экономики в следующих пропорциях:
- сельское хозяйство, скотоводство и рыбная ловля — 39,9 %;
- промышленность и строительство — 33,9 %;
- торговля, сферы услуг и туризма — 24,3 %;
- безработные — 1,9 %.

## Инфраструктура
По статистическим данным 2020 года, инфраструктура развита следующим образом:
- электрификация: 98,7 %;
- водоснабжение: 96,3 %;
- водоотведение: 98,2 %.